# ソウル科学技術大学校
ソウル科学技術大学校（ソウルかがくぎじゅつだいがっこう、朝鮮語: 서울과학기술대학교、英語: Seoul National University of Science and Technology）は、大韓民国ソウル特別市蘆原区に位置する国立大学。略称はソウル科技大、科技大、SEOULTECH。

## 沿革
- 1910年4月15日：公立於義洞実業補修学校が開校する。
- 1931年：京城公立工業学校に改編される。
- 1944年：京畿公立工業学校に改編される。
- 1953年3月：京畿公立高等学校に改編される。
- 1973年：京畿公立専門学校に改編される。
- 1982年：京畿公立専門学校は京畿公立開放大学となる。
- 1988年：ソウル産業大学に改称される。
- 1993年：ソウル産業大学校に改称される。
- 2010年9月：ソウル科学技術大学校に改称される。
- 2012年3月：産業大学から一般大学に転換される。

## キャンパス
大学のキャンパスは元京城帝国大学理工学部が所在し、以後にはソウル大学校工科大学が位置していた。1980年、ソウル大学校工科大学がキャンパス統合計画により冠岳キャンパスに移転することになり、空き家となった現在のキャンパスに移転した。

## 学部
- 工科大学
- 情報通信大学
- エネルギーバイオ大学
- 造形大学
- 人文社会大学
- 技術経営融合大学
- 創意融合大学
- 未来融合大学
- 教養大学

## 大学院
- 一般大学院
- 特殊大学院
  - 産業大学院
  - 住宅都市大学院
- 専門大学院
  - 鉄道専門大学院
  - IT政策専門大学院
  - 融合科学大学院
  - ナノITデザイン融合大学院

## 日本の交流協定校
- 岐阜大学
- 新潟大学
- 東京電機大学
- 室蘭工業大学
- 芝浦工業大学
- 青森大学
- 千葉大学
- 豊橋技術科学大学